# Deserticossus mongoliana
Deserticossus mongoliana is een vlinder uit de familie van de Houtboorders (Cossidae). De wetenschappelijke naam van de soort is voor het eerst gepubliceerd in 1969 door Franz Daniel.
De soort komt voor in Mongolië.